# Nøddebo præstegaard (film 1911)
Nøddebo præstegaard è un film muto del 1911 diretto da Frederik Schack-Jensen. Si basa sull'omonimo lavoro teatrale di Henrik Scharling che, in seguito, sarebbe stato portato altre due volte sullo schermo, in una versione del 1934 e una del 1974.

## Produzione
Il film fu prodotto dalla Filmfabrikken Skandinavien.

## Distribuzione
Distribuito dalla Biorama, il film uscì nelle sale cinematografiche danesi presentato in prima al Royal-Biografen il 13 dicembre 1911. Internazionalmente, è conosciuto con il titol inglese Noedebo Vicarage.